# LOL (Laughing Out Loud)
LOL (Laughing Out Loud) je francouzská filmová komedie z roku 2008 režírovaná Lisou Azuelos. Hlavní role se ujala Sophie Marceau, která hraje matku dívky jménem Lola, jenž všichni známí přezdívají Lol. Je jí 16 a její život je rozdělen mezi studiemi na prestižní francouzské střední škole, tajným deníčkem, jejími přáteli, jejím klukem, jejími rozvedenými rodiči, drogami a její sexualitou. Tento film je remakem filmu Večírek z roku 1980, ve kterém Sophie Marceau nehrála matku, ale právě onu dospívající dceru.

## Obsazení
| Sophie Marceau   | Anne, matka Loly          |
| Christa Theret   | Lola                      |
| Jérémy Kapone    | Maël, kluk Loly           |
| Alexandre Astier | Alain, otec Loly          |
| Jocelyn Quivrin  | Lucas, přítel Anne        |
| Lou Lesage       | Stephane, kamarádka Loly  |
| Marion Chabassol | Charlotte, kamarádka Loly |
| Félix Moati      | Arthur, ex-přítel Loly    |

## Remake
V roce 2012 byl uveden remake tohoto filmu s názvem LOL, hlavních rolích hrají Demi Moore, Miley Cyrus, Ashley Greene a Adam Sevani.